# Open Virtualization Format
Open Virtualization Format (OVF) es un estándar abierto para empaquetar y distribuir servicios virtualizados o de forma más general software a ejecutar en máquinas virtuales.
El estándar describe un "formato abierto, seguro, portable, eficiente y extensible para empaquetación y distribución de software a ejecutar en máquinas virtuales". El estándar OVF no está vinculado a ninguna arquitectura de procesador. La unidad de empaquetado y distribución se denomina "paquete OVF" y puede contener uno o más sistemas virtuales, cada uno de los cuales se puede implementar en una máquina virtual. Ha sido normalizado en el año 2017 bajo la norma ISO 17203.

## Historia
Una propuesta para OVF, entonces llamado "Open Virtual Machine Format", fue presentada a la DMTF (Distributed Management Task Force) en septiembre de 2007 por Dell, HP, IBM, Microsoft, VMware y XenSource.
La DMTF lanzó la Especificación OVF versión 1.0.0 como estándar preliminar en septiembre de 2008. Esta es la versión más reciente disponible públicamente [actualizar]. El proceso de DMTF habitual para finalizar estándares incluye trabajo de retroalimentación de las primeras implementaciones de una versión preliminar de un estándar en la versión final de la norma.

## Soporte
En promedio, OVF ha sido recibido positivamente por la industria. Varias empresas relacionadas con la virtualización han mostrado su apoyo a OVF.
Actualmente hay al menos un proyecto de código abierto relacionado con OVF.
VirtualBox soporta el formato de archivo OVF desde la versión 2.2.0 (lanzada en abril de 2009), al igual que ocurre Vmware y con la plataforma gestora de servicios virtualizados de AbiCloud Cloud Computing desde la versión 0.7.0 (lanzada en junio de 2009).